# Qin Liang
 Qin Liang (Dunhuang, China - 29 de marzo de 1979) es una árbitra de fútbol china internacional. Su carrera como árbitra internacional inició en 2011.

## Torneos de selecciones
Ha arbitrado en los siguientes torneos de selecciones nacionales:
- Copa Mundial Femenina de Fútbol Sub-20 de 2012 en Japón
- Copa Asiática femenina de la AFC de 2014 en Vietnam
- Copa Mundial Femenina de Fútbol Sub-20 de 2014 en Canadá
- Copa Mundial Femenina de Fútbol de 2015 en Canadá
- Copa Mundial Femenina de Fútbol Sub-20 de 2016 en Papúa Nueva Guinea
- Copa Mundial Femenina de Fútbol Sub-20 de 2018 en Francia
- Copa de Naciones de la FFA 2019
- Copa Mundial Femenina de Fútbol de 2019 en Francia[2]
- Torneo Preolímpico Femenino de la AFC 2020